# وسائط ترابطية
الوسائط الترابطية أو الوسائط المتشعبة، هو مصطلح يعبر عن ظاهرة تقنية تسمح للمتعلم بالتحكم بالعديد من الوسائل بواسطة الحاسوب، وتزود المتعلم ببيئة تعليمية مُشبعة بالوسائط التعليمية التي تساعد في توحيد أشكال المعلومات من مصادر متنوعة في نظام واحد، وهو ذلك النظام الذي يمكن التحكم فيه بواسطة الحاسوب ويتضمن هذا النظام العديد من الوسائط مثل الصور المتحركة ومقاطع من أشرطة الفيديو والتسجيلات الصوتية والبيانات الرقمية والأفلام والصور الفوتوغرافية والموسيقى، بالإضافة إلى النص وذلك بغاية مساعدة المتعلم على إنجاز الأهداف المتوقعة منه عندما يتوصل إلى المعلومات التي يحتاج إليها من خلال التدريب الذاتي.
وتعرف الوسائط الترابطية بأنها وسيط غير خطي للمعلومات يتضمن الرسومات والصوت والفيديو والنص العادي والروابط التشعبية. وهذا التعيين يتناقض مع الوسائط المتعددة الأوسع نطاقا، التي قد تشمل عروضا خطية غير تفاعلية فضلًا عن الوسائط الترابطية. ويرتبط أيضًا في مجال النصوص الإلكترونيّة. وقد استُخدم هذا المصطلح لأول مرة في مقال كتبه تيد نيلسون عام 1965.
والشبكة العالمية (www) هي مثال كلاسيكي على الوسائط الترابطية، في حين أنّ عرض سينما غير تفاعلي هو مثال على الوسائط المتعددة القياسية نظرا لعدم وجود ارتباطات تشعبية.
يمكن القول أن أول عمل للوسائط الترابطية كان «اسبن فيلم الخريطة». وكتبت أيضا «هيبركارد» في كتاب «هيبركارد» الذي نشره بيل أتكينسون،
في حين أنّ مجموعة متنوعة من النصوص التشعبية والنص التشعبي الأدبي والخيالي وغير الخيالي، أثبتت ودعمت بالروابط.
يتم تسليم معظم الوسائط الترابطية الحديثة عبر صفحات إلكترونية من مجموعة متنوعة من الأنظمة بما في ذلك مشغلات الوسائط ومتصفحات الويب والتطبيقات المستقلة (أي البرامج التي لا تتطلب الوصول إلى الشبكة).
اما الصوت هيبرميديا آخذ في الظهور مع أجهزة الأوامر الصوتية والتصفح الصوتي.

## أدوات التطوير
ويمكن تطوير الوسائط الترابطية بعدة طرق. يمكن استخدام أي أداة برمجة لكتابة البرامج التي تربط البيانات من المتغيرات الداخلية والعقد لملفات البيانات الخارجية. يمكن استخدام برامج تطوير الوسائط المتعددة مثل:
- أدوبي فلاش
- أدوبي ديركتر
- Macromedia Authorware
- MatchWare Mediator

يمكن استخدامهم لتطوير تطبيقات الوسائط الترابطية المستقلة، مع التركيز على إدارة المحتوى التعليمي والتجاري.
ويمكن تطوير تطبيقات الوسائط الترابطية على الأجهزة المدمجة للصناعات المتنقلة واللافتات الرقمية باستخدام مواصفات الرسوم المتحركة المتغيرة (SVG) من اتحاد الشبكة العالمية (W3C)
وتطبيقات البرمجيات، مثل Ikivo Animator وإنكسكيب، وتبسيط تطوير محتوى الوسائط الترابطية على أساس (SVG).
الأجهزة المدمجة، مثل ايفون، تدعم أصلا مواصفات (SVG) ويمكن استخدامها لإنشاء تطبيقات الوسائط المتعددة المتنقلة والموزعة.
يمكن أيضا إضافة الارتباطات التشعبية إلى ملفات البيانات باستخدام معظم برامج الأعمال عبر ميزات البرمجة النصية والارتباطات المضمنة في برنامج التوثيق، مثل مايكروسوفت أوفيس سويت وليبروفيس، في السماح لروابط النص التشعبي كمحتوى آخر داخل نفس الملف، والملفات الخارجية الأخرى، وروابط URl للملفات على خوادم الملفات الخارجية.
لمزيد من التركيز على الرسومات وتخطيط الصفحة، يمكن إضافة الارتباطات التشعبية باستخدام معظم أدوات النشر المكتبي الحديثة. وهذا يشمل برامج العرض، مثل ليبر أوفيس ومايكروسوفت باوربوينت. وبرامج طباعة التخطيطات مثل Quark Immedia، وأدوات تتضمن الارتباطات التشعبية في الوثائق مثل أدوبي إنديزاين للإنشاء، وأدوبي أكروبات للتحرير.
Hyper Publish هو أداة مصممة خصيصا للهايبرميديا وإدارة النص التشعبي.
يمكن استخدام أي محرر HTML لإنشاء ملفات HTML يمكن الوصول إليها من قبل أي متصفح ويب.
يمكن استخدام أدوات التأليف C.D / DVD مثل DVD Studio Pro لتوصيل محتوى أقراص DVD لمشغلات DVD أو وصلات الويب عندما يتم تشغيل القرص على كمبيوتر شخصي متصل بالإنترنت.

## التعليم
كان هناك عدد من النظريات حول الوسائط الترابطية والتعلم. أحد الادعاءات الهامة في الأدبيات حول الوسائط الترابطية والتعلم هو أنه يوفر المزيد من السيطرة على البيئة التعليمية للقارئ أو الطالب. وأيضا أنه يفسح المجال أمام الطلاب ذوي القدرات المتفاوتة ويعزز التعلم التعاوني. وهناك فكرة أخرى من علم النفس تتضمن فكرة أن الوسائط الترابطية أكثر دقة من حيث بنية الدماغ، مقارنة بالنص المطبوع.

## تعلم اللغات
وقد وجدت الوسائط الترابطية مكان في تعليم اللغة الأجنبية أيضا.
يمكن شراء نصوص قراءة الوسائط الترابطية أو إعدادها بحيث يمكن للطلاب النقر على الكلمات أو العبارات غير المألوفة بلغة أجنبية ثم الوصول إلى جميع المعلومات اللازمة لفهم الكلمة أو العبارة. يمكن أن تكون المعلومات في أي وسيط، على سبيل المثال، الترجمات المستندة إلى النصوص، والتعاريف، والتفسيرات النحوية، والمراجع الثقافية. لغة أجنبية ثم الوصول إلى جميع المعلومات اللازمة لفهم الكلمة أو العبارة. أيضا، التسجيلات الصوتية للنطق وكذلك الصور والرسوم المتحركة والفيديو للتصوير.

## واجهات برمجة التطبيقات
تُستخدم الوسائط الترابطية وسيطًا وقيدًا في بعض واجهات برمجة التطبيقات. هيبرميديا كمحرك حالة التطبيق هو قيد من بنية تطبيق رست حيث يتفاعل العميل مع الملقم بالكامل من خلال الوسائط الترابطية المقدمة ديناميكيا من قبل ملقمات التطبيق.
وهذا يعني أنه لا توجد حاجة من الناحية النظرية إلى وثائق API لأن العميل لا يحتاج إلى معرفة مسبقة عن كيفية التفاعل مع أي تطبيق أو خادم معين بخلاف الفهم العام للوسائط الترابطية.
وفي البنى الأخرى الموجهة نحو الخدمات (SOA)، يتفاعل العملاء والخوادم من خلال واجهة ثابتة مشتركة من خلال التوثيق أو لغة وصف الواجهة (IDL).

## القيم التربوية الوسائط الترابطية
تسهم أنظمة الوسائط الترابطية في تحقيق العديد من أهداف التعلم، ومن ثم يمكن أن تساهم في تكوين هذه القيم التربوية.
• اكتساب المعارف والمفاهيم التي يتطلب استيعابها قدرة على التفكير المجرد مما تحويه من توازن بين ما يقدمه البرنامج.
• تنمية بعض المهارات لدى المتعلم وتحسين اتجاهاته نحو استخدامه لأنظمة الحاسوب في المواقف التعليمية.
• توجيه المتعلم وحفزه نحو التعلم الفردي ليكون له دوره الفعال.
• تسير عملية التعلم السمعي ومساعدة المتعلم على فهم الهيكل البنائي لأنواع المعارف.
• تساعد المتعلم على الخوض في تصميم وتطوير المقررات التعليمية. الفوائد التعليمية للوسائل الترابطية.
ماهية الوسائل الترابطية:
يستخدم مصطلح الوسائل الترابطية ليعبر عن تقديم الأفكار والمعلومات عن طريق الترابط بين أي من النصوص المكتوبة والرسومات والصور ولقطات الفيديو والمؤثرات الصوتية، وعرضها كخبرات تعليمية ليتحكم فيها الطالب ويختار من بينها العناصر التي يتفاعل معها.
وهي تختلف عن النصوص الترابطية التي تتمثل في تصميم بيئة تعليمية لاستخدامها في تصفح النصوص المكتوبة والتنقل بين معلوماتها وعناصرها.
وبذلك يعتبر النص الترابطي جزءا من الوسائل الترابطية، وللنص الترابطي التداخل شكل واحد فقط هو النص المكتوب، ويحتوى النص ترابطي التداخل على وصلات الترابط Hyper Links وهي تعمل على الربط غير الخطى بين أجزاء النص الترابطي، مما يساعد على التنقل العشوائي بين أجزاء النص، وذلك يساعد الطالب على دراسة المادة التعليمية بالترتيب المناسب له ووفق حاجته التعليمية، مما يعود عليه بالفائدة التامة.
وتعتبر الوسائل الترابطية التداخل استخدام فريد للكمبيوتر في تقديمه للمعلومات، حيث أن تفردها يتمثل في قدرتها على تنظيم عناصر المعلومات، وتغلبها على الطريقة الخطية لاستعراض المعلومات، بعيدا عن قراءة وفهم المعلومات بالترتيب المتسلسل وفقرة تلي فقرة وصفحة تلي صفحة.